# Rogassa
Rogassa là một đô thị thuộc tỉnh El Bayadh, Algérie. Dân số thời điểm năm 2002 là 5.598 người.